# Argyrodes kumadai
Argyrodes kumadai là một loài nhện trong họ Theridiidae.
Loài này thuộc chi Argyrodes. Argyrodes kumadai được miêu tả năm 1999 bởi Chida & Tanikawa.

## Hình ảnh

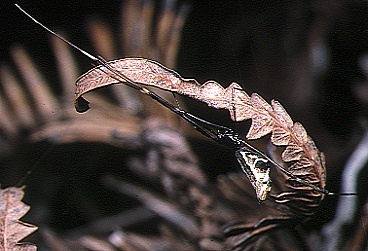